# The Light at the End of the World
Albums de My Dying Bride
34.788%...Complete
(1998) Meisterwerk 1
(2000)
The Light at the End of the World est le sixième album studio du groupe de doom metal/metal gothique britannique My Dying Bride, sorti en 1999.

## Liste des titres
| 1.    | She Is The Dark                   | 8:27  |
| 2.    | Edenbeast                         | 11:23 |
| 3.    | The Night He Died                 | 6:25  |
| 4.    | The Light At The End Of The World | 10:37 |
| 5.    | The Fever Sea                     | 4:06  |
| 6.    | Into The Lake Of Ghosts           | 7:08  |
| 7.    | The Isis Scripts                  | 7:08  |
| 8.    | Christliar                        | 10:30 |
| 9.    | Sear Me III                       | 5:27  |
| 71:11 |                                   |       |